# Flen (Gemeinde)
Koordinaten: 59° 3′ N, 16° 35′ O

Flen ist eine Gemeinde (schwedisch kommun) in der schwedischen Provinz Södermanlands län und der historischen Provinz Södermanland. Der Hauptort der Gemeinde ist Flen. Auf dem Boden von Flen befindet sich Harpsund, der Sommersitz des schwedischen Ministerpräsidenten.

## Sehenswürdigkeiten
- Museumsstraßenbahn Malmköping
- Schloss Stenhammar

## Größere Orte
- Bettna
- Flen
- Hälleforsnäs
- Malmköping
- Mellösa
- Skebokvarn
- Sparreholm
- Vadsbro

## Persönlichkeiten
- Ivar Waller (1898–1991), Physiker und Kristallograph
- Carl Gustaf von Rosen (1909–1977), Pilot, humanitärer Aktivist und Söldner